# П'ятківка
П'яткі́вка — село в Україні, у Бершадській міській громаді Гайсинського району Вінницької області.

## Археологічні пам'ятки
У селі виявлено поселення трипільської культури. Пам'ятка розташована поблизу села.. Існує музей трипільської культури.

## Транспорт
Поблизу проходить вузькоколійна залізниця Рудниця-Гайворон-Голованівськ. На зупинній платформі П'ятківка зупиняється дві пари приміських поїздів на добу. Це практично єдиний транспорт села. До речі, це ще одна історична пам'ятка: найдовша у Європі діюча вузькоколійка.

## Історія
Станом на 1885 рік у колишньому власницькому селі, центрі П'ятківської волості Ольгопільського повіту Подольської губернії, мешкало 3256 осіб, налічувалось 551 дворове господарство, існували 2 православні церкви, школа, постоялий будинок.
За переписом 1897 року, кількість мешканців зросла до 4045 осіб (2010 чоловічої статі та 2035 — жіночої), з яких 3949 — православної віри.
7 (20) листопада 1917 року, відповідно до Третього Універсалу Української Центральної Ради, увійшло до складу Української Народної Республіки.
12 червня 2020 року, відповідно розпорядження Кабінету Міністрів України № 707-р «Про визначення адміністративних центрів та затвердження територій територіальних громад Вінницької області», село увійшло до складу Бершадської міської громади.
19 липня 2020 року, в результаті адміністративно-територіальної реформи та ліквідації Бершадського району, село увійшло до складу Гайсинського району.

## Видатні особистості
Абросімов Сергій Миколайович (15.12.1995 — 30.05.2022) — український військовик, учасник російсько-української війни.
Березняк Михайло Олександрович (12.11.1984 — 21.05.2022) — український військовик, учасник російсько-української війни.
Гадійчук Сергій Леонідович (11.08.1981 — 04.03.2023) — український військовик, учасник російсько-української війни.
Зваричевський Василь Іванович (15.01.1985 — 20.07.2023)  — український військовик, учасник російсько-української війни.
Зінкевич Олександр Олександрович (30.06.1992 — 08.10.2023) — український військовик, учасник російсько-української війни.
Колісник Сергій Анатолійович (19.02.1996 — 31.12.2022)— український військовик, учасник російсько-української війни.
Колісецький Іван Олександрович (03.10.2001 — 22.01.2023) — український військовик, учасник російсько-української війни.
Хайсудінов Олександр Віталійович ( 24.12.2000 — 21.12.2022)— український військовик, учасник російсько-української війни

## Природно-заповідний фонд
- Гідрологічна пам'ятка природи місцевого значення Джерело «Глибоке»
- Гідрологічна пам'ятка природи місцевого значення Джерело «Низьке»
- Гідрологічна пам'ятка природи місцевого значення Джерело «Овече»
- Гідрологічна пам'ятка природи місцевого значення Джерело «Смачне»
- Гідрологічна пам'ятка природи місцевого значення Джерело «Холодне»